# Bulbophyllum cephalophorum
Bulbophyllum cephalophorum é uma espécie de orquídea (família Orchidaceae) pertencente ao gênero Bulbophyllum. Foi descrita por Emily Steffan Siegerist, Garay e Hamer em 1996.